# Dario Pirlone
Dario Pirlone (Genova, 1914 – El Alamein, 24 ottobre 1942) è stato un militare italiano, insignito della medaglia d'oro al valor militare alla memoria nel corso della seconda guerra mondiale.

## Biografia
Nacque a Genova nel 1914, figlio di Luigi e Angela Ferrabone.   Orfano di guerra, nel marzo 1933 si arruolò volontario nel Regio Esercito, arma di artiglieria, assegnato in servizio nel 2º Reggimento artiglieria pesante campale di stanza a Acqui venendo promosso sergente nell'aprile 1934. Trattenuto in servizio attivo, il 28 febbraio 1935 partì volontario per l'Africa Orientale dove prendeva parte alla guerra d'Etiopia con il grado di sergente maggiore. Rientrato in Italia nel 1937 ed ammesso in servizio permanente effettivo, dopo avere superato con successo l'esperimento pratico di paracadutista, fu mandato in Africa Settentrionale Italiana nel luglio 1940, trasferito nel I battaglione nazionale paracadutisti del Regio corpo truppe coloniali della Libia. Catturato a Sidi el Barrani, riuscì a fuggire facendo rientro nelle nostre linee italiane dopo qualche mese. Inviato in licenza premio in Italia, raggiunse a Tarquinia, dove era in formazione, la 185ª Divisione paracadutisti "Folgore". Assegnato al I gruppo del 185º Reggimento artiglieria, partì poi per l'Africa per la terza volta nel luglio 1942. Cadde in combattimento il 24 ottobre 1942 durante la seconda battaglia di El Alamein, e fu successivamente decorato con la medaglia d'oro al valor militare alla memoria.